# Galejewka (rejon poczinkowski)
Galejewka (ros. Галеевка) – wieś (dieriewnia) w Rosji, w obwodzie smoleńskim, w rejonie poczinkowskim. W 2021 liczyła 168 mieszkańców.